# Municipio de San Nicolás Tolentino
El municipio de San Nicolás Tolentino es uno de los 59 municipios que constituyen el estado mexicano de San Luis Potosí. Se encuentra localizado al centro del estado y aproximadamente a 70 kilómetros de la ciudad de San Luis Potosí. Cuenta con una extensión territorial de 689.36 km². Según el II Conteo de Población y Vivienda de 2005, el municipio tenía 5,547 habitantes, de los cuales 2,608 eran hombres y 2,939 eran mujeres.

## Descripción geográfica

### Ubicación
San Nicolás Tolentino se localiza al centro del estado entre las coordenadas geográficas 22°15′ de latitud norte, y 100°31′ de longitud oeste; a una altitud promedio de 1460 metros sobre el nivel del mar.
El municipio colinda al norte con los municipios de Cerritos y Villa Juárez; al este con los de Río Verde y Ciudad Fernández; al sur con Santa María del Río; y al oeste con los municipios de Armadillo de los Infante y Villa de Zaragoza.

### Fauna
Cuenta con algunas especies animales como coyote, víbora de cascabel, armadillo, venado, jabalí, zorra, tejón, puma, jaguares, lagartija, burro, caballo, guacamaya, golondrina, coa, ave quinge, cuervo, águila, ave cristuna, ave conga, zorillo, ave de la primavera, correcaminos, lechuza, búho, tecolote, ardilla, pájaro carpintero, codorniz, y algunas otras especies animales.

### Orografía e hidrografía
Posee un territorio accidentado, sus principales elevaciones son las sierras de Álvarez, de San Nicolás y la sierra de Trejo. Sus suelos se formaron en la era Mesozoica, su uso principalmente es ganadero, forestal y agrícola. El municipio pertenece a la región hidrológica Panuco. Sus principales recursos hidrológicos son el río San Nicolás y el río Santa Catarina; así como los arroyos: San Martín de Abajo, El Arrastradero, Los Timones, El Infinito y Peña Prieta. Además cuenta con manantiales como el Jagüey de los Castillo, Cañada del Aguacatal, el Ojo de Agua, y la presa Las Golondrinas (esta última como un cuerpo de agua perenne). En febrero de 2012 se puso en funcionamiento en Santa Catarina una moderna planta de tratamiento de aguas para dar servicio a once mil habitantes.

### Clima
Su clima se clasifica como seco estepario y no posee cambio térmico invernal bien definido. La temperatura media anual es de 18.8°C, la máxima se registra en el mes de mayo (42 °C) y la mínima se registra en enero (6 °C). El régimen de lluvias se registra entre los meses de mayo y octubre, contando con una precipitación media de 593 milímetros.